# Liste des épisodes de Soul Eater
Cet article présente la liste des épisodes des séries télévisées d'animation japonaises Soul Eater et Soul Eater Not!.

## Soul Eater

### Synopsis
Des démons sévissent dans le monde, se nourrissant d'âmes innocentes. Pour contrer cela, l'institut Shibusen forme des chasseurs de démons nommés « Meisters ». Chaque Meister se voit confier une arme qui a la capacité de prendre forme humaine. Leur mission est de faire ingurgiter à leur arme 99 âmes humaines corrompues et une âme de sorcière afin de prétendre au titre de « Death Scythe ».  
L'histoire suit la jeune Meister Maka Albarn, armée de sa faux Soul Eater dans leur tâche afin d'accomplir leur mission et d'éviter que le Grand Dévoreur, qui a failli engloutir le monde dans le désespoir et la folie, ne puisse renaître de nouveau.
« Une âme pour demeurer saine n'a qu'un seul besoin; c'est de vivre dans un esprit sain, lui-même habitant dans un corps sain. »

### Épisodes
La série se compose de 51 épisodes. Elle a été diffusée sur la chaîne japonaise TV Tokyo et sur la chaîne française MCM.
| No | Titre français                                                                                           | Titre japonais                                              | Titre japonais                                                                     | Date de 1re diffusion |
| No | Titre français                                                                                           | Kanji                                                       | Rōmaji                                                                             | Date de 1re diffusion |
| -- | --- | ----------------------------------------------------------- | ---------------------------------------------------------------------------------- | --------------------- |
| 01 | La Résonance des âmes ～Soul Eater, deviendras-tu Death Scythe?～                                        | 魂の共鳴 〜ソウル=イーター, デスサイズになる?〜             | Tamashii no Kyoumei ～Souru Iitaa, Desu Saizu ni Naru?～                           | 7 avril 2008          |
| 02 | C'est moi la Star! ～Le Plus Géant des hommes entre en scène?～                                          | 俺こそスターだ! 〜最もビッグな男, ここに現る?〜             | Ore koso Sutaa da! ～Mottomo Biggu na Otoko, Koko ni Arawaru?～                    | 14 avril 2008         |
| 03 | Le Garçon parfait ～La Merveilleuse Mission de Death The Kid?～                                          | 完璧なる少年 〜デス･ザ･キッドの華麗なるミッション?〜        | Kanpeki naru Shounen ～Desu Za Kiddo no Karei naru Misshon?～                      | 21 avril 2008         |
| 04 | Tranche sorcière! ～Cours de rattrapage dans le cimetière?～                                             | 魔女狩り発動! 〜ドキドキ墓場の補習授業?〜                   | Majo Gari Hatsudou! ～Doki Doki Hakaba no Hoshuu Jugyou?～                         | 28 avril 2008         |
| 05 | La Forme de l'âme ～Entre Franken Stein, le plus puissant des meisters?～                                | 魂のかたち 〜最強職人シュタイン登場?〜                      | Tamashii no Katachi ～Saikyou Shokunin Shutain Toujou?～                           | 5 mai 2008            |
| 06 | Le Nouveau dont parle la rumeur! ～Tant de souvenirs, premier jour de Kid à Shibusen?～                  | 噂の新入生! 〜想い出いっぱい, キッドの死武専初登校?〜       | Uwasa no Shinnyuusei! ～Omoide Ippai, Kiddo no Shibusen Hatsu Toukou?～            | 12 mai 2008           |
| 07 | Le Sang noir de la terreur ～Il y a une arme dans Crona?～                                               | 黒血の恐怖 〜クロナの中に武器がいる?〜                      | Kouketsu no Kyoufu ～Kurona no Naka ni Buki ga Iru?～                              | 19 mai 2008           |
| 08 | La Sorcière Médusa ～Le Porteur d'une âme maléfique?～                                                   | 魔女メデューサ 〜大いなる凶(わる)き魂を持つ者?〜            | Majo Medyuusa ～Ouinaru Waru ki Tamashii wo Motsu Mono?～                          | 26 mai 2008           |
| 09 | La Légende de l'Épée Sacrée ～La Grande Aventure de Kid et Black☆Star?～                                 | 聖剣伝説 〜キッドとブラック☆スターの大冒険?〜               | Seiken Densetsu ～Kiddo to Burakku☆Sutā no Dai Bouken?～                           | 2 juin 2008           |
| 10 | L'Épée Maudite Masamuné ～Rupture de possession de l'âme, Cœur chantant sous la pluie?～                 | 妖刀マサムネ 〜破れ魂憑依、雨に詠う心?〜                    | Youtou Masamune ～Yabure Tamashii Hyoi, Ame ni Utau Kokoro?～                      | 9 juin 2008           |
| 11 | Le Camélia ～Qu'y a-t-il au-delà de cette tristesse?～                                                   | 椿の花 〜悲しみを越えた先にあるもの?〜                      | Tsubaki no Hana ～Kanashimi wo Koeta Saki ni Aru Mono?～                           | 16 juin 2008          |
| 12 | Un courage qui transcende la peur ～La Grande Résolution de Maka Albarn?～                               | 恐怖に負けない勇気 〜マカ=アルバーンの一大決心?〜           | Kyoufu ni Makenai Yuuki ～Maka Arubaan no Ichidai Kesshin?～                       | 23 juin 2008          |
| 13 | L'Œil du Diable ～Les Longueurs d'âmes de Soul et Maka se désynchronisent?～                             | 魔眼の男 〜ソウルとマカ、ズレゆく魂の波長?〜                | Magan no Otoko ～Souru to Maka, Zure Yuku Tamashii no Hachou?～                    | 30 juin 2008          |
| 14 | Le Superexamen écrit ～Excitation, Agitation, Nervosité, C'est pas vrai?～                               | 超筆記試験 〜ドキドキ、ワクワク、ソワソワ、ウソーン?〜      | Chou Hikkishiken ～Doki Doki, Wakuwaku, Sowasowa, Usōn?～                          | 7 juillet 2008        |
| 15 | Le Dragon noir mangeur d'âmes ～Liz la Froussarde et ses Joyeux Amis?～                                  | 魂を食う黒き龍 〜臆病リズと愉快な仲間たち?〜                | Tamashii wo Kuu Kuroki Ryuu ～Okubyou Rizu to Yukai na Nakamatachi?～              | 14 juillet 2008       |
| 16 | À l'attaque! Vaisseau fantôme ～L'Enfer dans ma tête?～                                                  | 激闘! 幽霊船 〜ボクの頭の中の地獄?〜                        | Gekitou! Yuureisen ～Boku no Atama no Naka no Jigoku?～                            | 21 juillet 2008       |
| 17 | La Légende de l'Épée Sacrée 2 ～Boire, Frapper, Manger, Vertu?～                                         | 聖剣伝説2 〜飲む、打つ、買う、いっとく?〜                   | Seiken Densetsu 2 ～Nomu, Utsu, Kau, Ittoku?～                                     | 28 juillet 2008       |
| 18 | Le Cauchemar le soir du festival ～Le rideau se lèvera-t-il?～                                           | 前夜祭の悪夢 〜そして幕は上がった?〜                        | Zenyasai no Akumu ～Soshite Maku wa Agatta?～                                      | 4 août 2008           |
| 19 | Début de la bataille souterraine ～En avant! Les Vecto-Flèches de Médusa?～                              | 開始、地下攻防戦 〜突破せよ、メデューサのベクトルアロー?〜  | Kaishi, Chika Koubousen ～Toppaseyo, Medyuusa no Bekutoru Aroo?～                  | 11 août 2008          |
| 20 | Bataille de résonance du sang noir! ～Le Combat d'une petite âme contre la peur?～                       | 黒血の共鳴戦! 〜恐怖に刃向かう小さな魂の大奮闘?〜           | Kouketsu no Kyoumei Sen! ～Kyoufu ni Hamukau Chiisana Tamashii no Taifuntou?～     | 18 août 2008          |
| 21 | Va, mon âme ～Un cœur sec dans une insupportable solitude…?～                                            | 届け、私の魂 〜渇いた心、たまらない孤独の中で・・・?〜      | Todoke, Watashi no Tamashii ～Kawaita Kokoro, Tamaranai Kodoku no Naka de...?～    | 25 août 2008          |
| 22 | Le Sanctuaire du scellé ～Le Piège laissé par l'Immortel?～                                              | 封印の社 〜不死身の男が仕掛けたからくり?〜                  | Fuuin no Yashiro ～Fujimi no Otoko ga Shikaketa Karakuri?～                        | 1er septembre 2008    |
| 23 | Mort ou Vif! ～Entre Résurrection et Hallucinations?～                                                   | デッド オア アライブ! 〜復活と幻惑の狭間で?〜               | Deddo oa Araibu! ～Fukkatsu to Genkaku no Hazama de?～                             | 8 septembre 2008      |
| 24 | Le Combat des Dieux ～Death City au bord de la destruction?～                                            | 神々の闘い 〜デスシティ 崩壊の危機に?〜                     | Kamigami no Tatakai ～Desu Shiti Houkai no Kiki ni～?                              | 15 septembre 2008     |
| 25 | Death Scythes à l'appel! ～Il faut empêcher la mutation de papa!!?～                                     | 召集! デスサイズス 〜ふせげパパの人事異動!!?〜              | Shoushuu! Desu Saizusu ～Fusege Papa no Jinjiidō!!?～                              | 22 septembre 2008     |
| 26 | Une rentrée dans la joie et la prostration! ～Une cellule de soutien pour une nouvelle vie à Shibusen?～ | 嬉し恥ずかし体験入学! 〜死武専新生活応援フェア開催中?〜     | Ureshii Hazukashii Taiken Nyuugaku! ～Shibusen Shinseikatsu Ouen Fea Kaisaichuu?～ | 29 septembre 2008     |
| 27 | Un désir de meurtre de 800 ans ～La Venue de la Sorcière Hérétique?～                                    | 800年の殺意 〜異端の魔女降臨?〜                             | 800-nen no Satsui ～Itan no Majo Kourin?～                                         | 6 octobre 2008        |
| 28 | Le Dieu de l'épée revient ～Un goût de sucre ou de sel?～                                                | 剣神立つ 〜味は甘いかしょっぱいか?〜                        | Ken Kami Tatsu ～Aji ha Amai ka Shoppai ka?～                                      | 13 octobre 2008       |
| 29 | Médusa ressuscitée! ～Les Retrouvailles Fatidiques de l'Araignée et du Serpent?～                        | 復活のメデューサ! 〜蜘蛛と蛇、因縁の再会?〜                 | Fukkatsu no Medyuusa! ～Kumo to Hebi, Innen no Saikai?～                           | 20 octobre 2008       |
| 30 | Le Train Express lancé à toute Berzingue! ～L'Artefact laissé par le Grand Architecte Ensorceleur?～     | 灼熱の暴走特急! 〜大魔導師が残した魔道具?〜                 | Shakunetsu no Bousou Tokkyuu! ～Daima Doushi ga Nokoshita Madougu?～               | 27 octobre 2008       |
| 31 | Bonheur tari ～À qui sont ces larmes qui brillent au clair de lune?～                                    | 涸れた幸福 〜月明かりに光るのは誰の涙?〜                    | Kareta Shiawase ～Getsumeikari ni Hikaru no wa Dare no Namida?～                   | 3 novembre 2008       |
| 32 | La Légende de l'Épée Sacrée 3 ～La Petite Frappe de Shibusen?～                                          | 聖剣伝説3 〜死武専番長物語?〜                               | Seiken Densetsu 3 ～Shibusen Banchou Monogatari?～                                 | 10 novembre 2008      |
| 33 | Résonance en chaîne ～Jouez la mélodie des âmes?～                                                       | 共鳴連鎖 〜奏でろ、魂たちの旋律?〜                          | Kyoumei Rensa ～Kanadero, Tamashii-tachi no Senritsu?～                            | 17 novembre 2008      |
| 34 | La Bataille pour l'Infusio! ～Shibusen contre Arachnophobia?～                                           | BREW争奪戦! 〜激突、死武専vsアラクノフォビア?〜             | BREW Soudatsusen! ～Gekitotsu, Shibusen vs. Arachnophobia?～                       | 24 novembre 2008      |
| 35 | Mosquito la Tornade! ～L'Ancien Monde, temps limite : 10 minutes?～                                      | 嵐のモスキート! 〜在りし日の世界、制限時間は10分?〜         | Arashi no Mosukiito! ～Arishi Hi no Sekai, Seigenjikan ha 10 Fun?～                | 1er décembre 2008     |
| 36 | Résonance en chaîne! ～Concert de création et de destruction?～                                          | 放て、7人の共鳴連鎖! 〜破壊と創造の演奏会?〜                | Hanate, Shichinin no Kyoumei Rensa! ～Hakai to Souzou no Ensoukai?～               | 8 décembre 2008       |
| 37 | La Première Affaire du grand détective ～Kid dévoile les secrets de Shibusen?～                          | 名探偵 第一の事件 〜キッドが暴く死武専の秘密?〜             | Meitantei Daichii no Jiken ～Kiddo ga Abaku Shibusen no Himitsu?～                 | 15 décembre 2008      |
| 38 | Tentation sanglante ～L'Irrépressible Colère du gars le plus géant?～                                    | 修羅への誘惑 〜ビッグな男の抑えられない苛立ち?〜            | Shura he no Yuuwaku ～Biggu na Otoko no Osaerare nai Iradachi?～                   | 22 décembre 2008      |
| 39 | La Fuite de Crona ～Montre-moi ton sourire?～                                                            | クロナ、逃亡 〜ください、君の微笑み?〜                      | Kurona, Toubou ～Kudasai, Kimi no Hohoemi?～                                       | 5 janvier 2009        |
| 40 | Redistribution des cartes ～Médusa se rend à Shibusen?～                                                 | 切られたカード 〜メデューサ、死武専に投降する?〜            | Kirareta Kaado ～Medyuusa, Shibusen ni Toukousuru?～                               | 12 janvier 2009       |
| 41 | Tourne, Tourne et Tourne ～Le docteur danse, le nouveau monde?～                                         | クルクルクルル 〜博士は踊る、新しき世界?〜                  | Kurukuru Kururu ～Hakase wa Odoru, Atarashiki Sekai?～                             | 19 janvier 2009       |
| 42 | A l'assaut du château Baba Yaga! ～Un vague à l'âme?～                                                   | 進撃! ババ・ヤガーの城 〜なんかモヤモヤする?〜              | Shingeki! Baba Yagaa no Shiro ～Nanka Moyamoya Suru?～                             | 26 janvier 2009       |
| 43 | Le Dernier Artefact ～Mission impossible pour un Kid désarmé?～                                          | 最後の魔道具 〜武器無しキッドのミッション インポッシブル?〜 | Saigo no Madougu ～Buki Nashi Kiddo no Misshon Inposshiburu?～                     | 2 février 2009        |
| 44 | La Résolution de Crona la Mauviette ～Pour toi qui as toujours été à mes côtés?～                        | 弱虫クロナの決意 〜いつもそばにいてくれた君に?〜            | Yowamushi Kurona no Ketsui ～Itsumo Soba ni Ite Kureta Kimi ni?～                  | 9 février 2009        |
| 45 | La Longueur d'onde anti-démon ～Le Tranche-Démon de la colère?～                                         | 退魔の波長 〜猛攻、怒りの魔人狩り?〜                        | Taima no Hachou ～Moukou, Ikari no Majin Gari?～                                   | 16 février 2009       |
| 46 | Voie du guerrier ou Voie du sang ～Combat Final entre Mifune et Black☆Star?～                            | 武か修羅か 〜決戦、ミフネvsブラック☆スター?〜               | Bu ka Shura ka ～Kessen, Mifune vs. Burakku☆Sutā?～                                | 23 février 2009       |
| 47 | Retourné de crêpe miraculeux ～Vole! Mon robot Death City?～                                             | 奇跡のちゃぶ台返し 〜翔べ! 僕らのデス・シティーロボ?〜      | Kiseki no Chabudaigaeshi ～Tobe! Bokura no Desu Shitii Robo?～                     | 2 mars 2009           |
| 48 | Maitre Shinigami armé de sa Death Scythe ～Futur incertain?～                                            | 武器を持った死神様 〜一寸先はヤミだらけ?〜                  | Desu Saizu wo Motta Shinigami-sama ～Chotto Saki wa Yami Darake?～                 | 9 mars 2009           |
| 49 | L'Éveil d'Asura ～La Destination Finale du monde?～                                                      | 阿修羅覚醒 〜世界の行き着く果てへ?〜                        | Ashura Kakusei ～Sekai no Ikitsuku Hate e?～                                       | 16 mars 2009          |
| 50 | Le Tout pour le tout?! ～Les hommes qui transcendent Dieu?～                                             | イチかバチか?! 〜神を超える男たち?〜                        | Ichi ka Bachi ka?! ～Kami wo Koeru Otokotachi?～                                   | 23 mars 2009          |
| 51 | Le Mot de passe est « courage »                                                                          | 合言葉は勇気!                                               | Aikotoba wa Yuuki!                                                                 | 30 mars 2009          |

## Soul Eater Not!

### Synopsis
La vie quotidienne à l'institut Shibusen n'est pas évidente. Il faut assister aux cours, se loger à Death City et trouver du travail et espérer rencontrer son partenaire idéal.
L'histoire suit Tsugumi Harudori, une hallebarde fraichement débarquée du Japon qui fait sa rentrée à Shibusen, suivie par deux Meisters, Mémé Tatané et Anya Hepburn, avec qui elle va se lier d'amitié et découvrir avec elles la vie scolaire sauvage et amusante de Shibusen.

### Épisodes
La série a été diffusée sur la chaîne japonaise TV Tokyo et en simulcast sur la chaîne française Mangas et sur Anime Digital Network.
| No | Titre français                           | Titre japonais           | Titre japonais         | Date de 1re diffusion |
| No | Titre français                           | Kanji                    | Rōmaji                 | Date de 1re diffusion |
| -- | ---------------------------------------- | ------------------------ | ---------------------- | --------------------- |
| 01 | Entrée à Shibusen !                      | 死武専、入学！           | Shibusen, Nyūgaku!     | 8 avril 2014          |
| 02 | Internat pour jeunes filles à la carte ! | 女子寮あらかると！       | Joshi Ryō a ra Karuto! | 15 avril 2014         |
| 03 | La sorcière de l'internat !              | 女子寮の魔女！           | Joshi Ryō no Majo!     | 22 avril 2014         |
| 04 | Je doute, mais je fonce !                | 迷って, 走って！         | Mayotte, Hashitte!     | 29 avril 2014         |
| 05 | Parcours du combattant pour l'inviter !  | お誘いふぁいてぃんぐ！   | Osasoi Faitingu!       | 6 mai 2014            |
| 06 | On se bat pour de vrai, là !             | ここはリアルファイト！   | Koko wa Riarufaito!    | 13 mai 2014           |
| 07 | La brocante de Death Bazaar !            | デスバザー日和！         | Desubazā Biyori!       | 20 mai 2014           |
| 08 | Spirale Tsugumi !                        | つぐみスパイラル！       | Tsugumi Supairaru !    | 27 mai 2014           |
| 09 | Pousse, citrouille !                     | カボチャ、グローウィン！ | Kabocha, Gurōuin!      | 3 juin 2014           |
| 10 | Le commencement du cauchemar !           | 悪夢のはじまり！         | Akumu no Hajimari!     | 10 juin 2014          |
| 11 | À chacun ses résolutions !               | それぞれの覚悟！         | Sorezore no Kakugo!    | 17 juin 2014          |
| 12 | La résonance des âmes !                  | 魂の共鳴！               | Tamashī no Kyōmei!     | 1er juillet 2014      |